# Johann Gotthelf Gräfe
Johann Gotthelf Gräfe (* 1750 in Taucha bei Weißenfels; † 18. Juni 1821 in Chemnitz) war ein deutscher Geistlicher.

## Leben
Johann Gotthelf Gräfe studierte Theologie an der Universität Leipzig und war seit 1778 Pfarrersubstitut an der Niklaskirche in Chemnitz. 1787 wurde er dort Pfarrer und bekleidete dieses Amt bis zu seinem Tod 1821 im 71. Lebensjahr.
Neben seinen beruflichen Arbeiten beschäftigte sich Gräfe mit der Ökonomie, auf die sich auch die meisten seiner Schriften bezogen. Vieljährige Erfahrungen legte er bei der Schrift Vom Obstbau in den Gebirgsgegenden (1801) zu Grunde. Er schrieb ferner eine Ermunterung zur nützlichen Baumpflanzung für den lieben Landmann (Dresden 1810) sowie Über gelungene Versuche, Erfahrungen und Anleitungen zur Hebung des Wassers, mit und ohne Ventil, in den Gebirgsgegenden (1810). Mehrere Aufsätze ökonomischen Inhalts verfasste Gräfe seit 1801 für den Reichsanzeiger und den Chemnitzer Anzeiger. Erwähnenswert ist auch die von ihm herausgegebene Schrift Der heilige Zug: Die Landung der verbündeten Mächte auf der afrikanischen Küste, zur Befreiung und Entschädigung vieler Christensklaven und Bestrafung jener Raubstaaten (1816).